# Palden Tenpai Nyima
 (juin 2020).
Si vous disposez d'ouvrages ou d'articles de référence ou si vous connaissez des sites web de qualité traitant du thème abordé ici, merci de compléter l'article en donnant les références utiles à sa vérifiabilité et en les liant à la section « Notes et références ».
Palden Tenpai Nyima (1782–1853) fut le 7e ou 4e panchen-lama, selon deux numérotations existantes. En 1810, le 9e dalaï-lama fut intronisé au palais du Potala. Le 7e panchen-lama lui conféra les vœux de moine novice et son nom bouddhiste, Lungtok Gyatso.
En 1822, le 10e dalaï-lama fut reconnu. Le 7e panchen-lama lui conféra les vœux de moine novice et son nom bouddhiste, Tsultrim Gyatso. En 1831, le 7e panchen-lama lui conféra l’ordination complète de moine. En 1837, le 10e dalaï-lama de santé fragile meurt.
En 1841, le 11e dalaï-lama fut reconnu, et le 7e panchen-lama lui donna son nom bouddhiste, Khedrup Gyatso. En 1842, le 7e panchen-lama conféra les vœux de moine novice au 11e dalaï-lama après l’intronisation de ce dernier au palais du Potala.